# General Electric F101

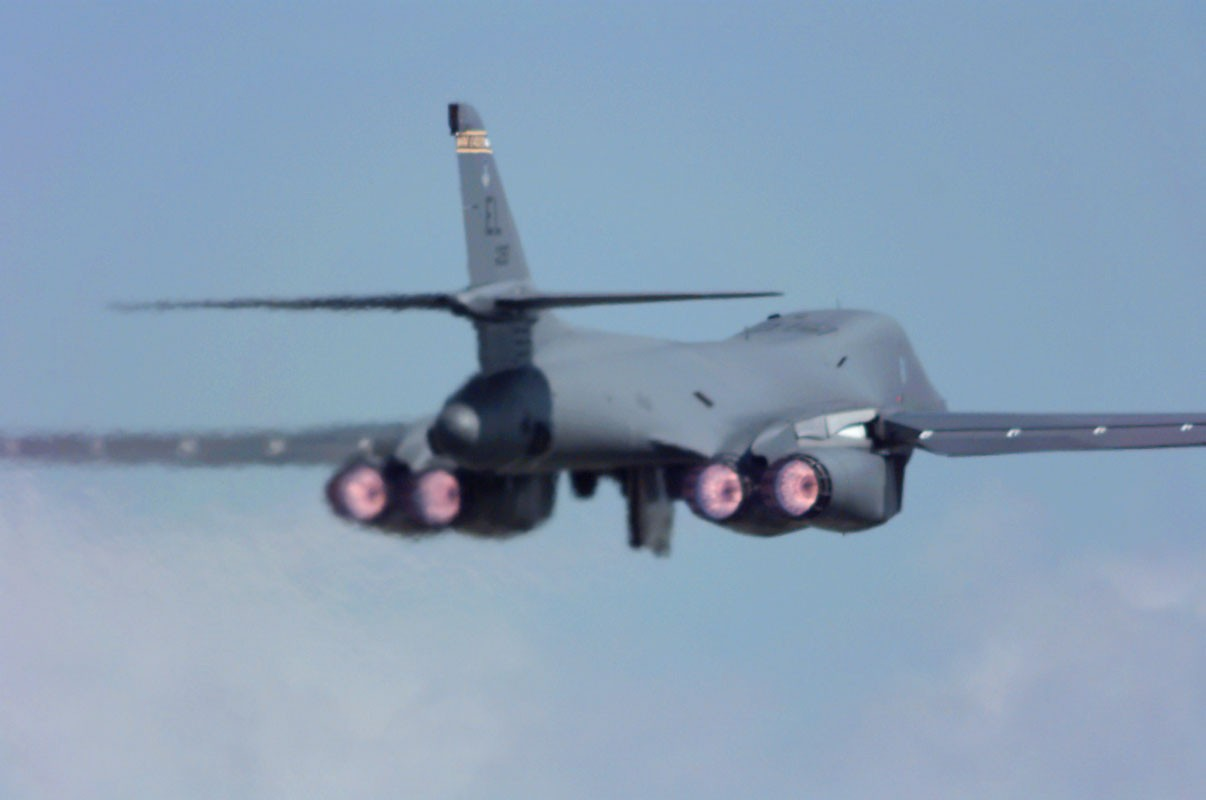
Die vier F101 einer Rockwell B-1B

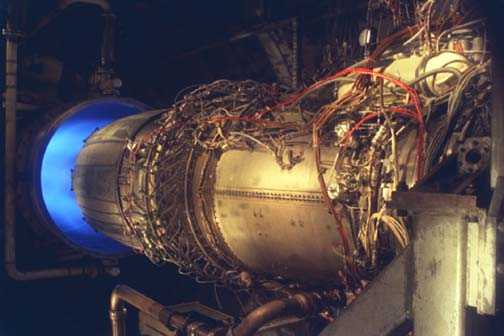
Ein General Electric F101-GE-102 auf dem Prüfstand

Das F-101-Triebwerk von General Electric ist ein militärisches Turbofantriebwerk mit Nachbrenner. Es handelte sich um das erste Triebwerk von General Electric, das bei Turbofan-Auslegung mit Nachbrenner ausgerüstet wurde.
Es wird in der Rockwell B-1 verwendet, wobei der schwere Langstreckenbomber vier dieser Triebwerke besitzt.
Das Triebwerk wurde 1970 eingeführt, aber mit dem Ende des ursprünglichen B-1-Programms 1977 eingestellt. Mit der modifizierten B-1B wurde das Programm 1983 wieder aufgenommen. Von dem F101-GE-102-Triebwerk wurden zwischen 1983 und Dezember 1987 469 Einheiten hergestellt. 
Eine Ableitung dieses Triebwerkes ist das General Electric F110. Es diente auch als Basis für das CFM56.

## Technische Daten
- Fanstufen: 2
- Verdichterstufen: 9
- Niederdruckturbinenstufe: 2
- Hochdruckturbinenstufe: 1
- Triebwerksdurchmesser: 1397 mm
- Länge: 4597 mm
- Gewicht: 1996 kg
- Verdichterdruckverhältnis: 26,8
- Luftmassedurchsatz: 159 kg/s
- Nebenstromverhältnis: 2:1
- Schub: 137 Kilonewton mit Nachbrenner